# Utzenaich
Utzenaich è un comune austriaco di 1 532 abitanti nel distretto di Ried im Innkreis, in Alta Austria.